# Stare Juchy (gemeente)
De gemeente Stare Juchy is een landgemeente in het Poolse woiwodschap Ermland-Mazurië, in powiat Ełcki.
De zetel van de gemeente is in Stare Juchy.
Op 30 juni 2004 telde de gemeente 4023 inwoners.

## Oppervlakte gegevens
In 2002 bedroeg de totale oppervlakte van gemeente Stare Juchy 196,55 km², waarvan:
- agrarisch gebied: 59%
- bossen: 17%

De gemeente beslaat 17,68% van de totale oppervlakte van de powiat.

## Demografie
Stand op 30 juni 2004:
| Omschrijving                   | Totaal | Totaal | Vrouwen | Vrouwen | Mannen | Mannen |
| ------------------------------ | ------ | ------ | ------- | ------- | ------ | ------ |
| eenheid                        | aantal | %      | aantal  | %       | aantal | %      |
| inwoners                       | 4023   | 100    | 1976    | 49,1    | 2047   | 50,9   |
| bevolkingsdichtheid (inw./km²) | 20,5   | 20,5   | 10,1    | 10,1    | 10,4   | 10,4   |

In 2002 bedroeg het gemiddelde inkomen per inwoner 1438,16 zł.

## Administratieve plaatsen (sołectwo)
Bałamutowo, Czerwonka, Dobra Wola, Gorło, Gorłówko, Grabnik, Jeziorowskie, Kałtki, Królowa Wola, Laśmiady, Liski, Nowe Krzywe, Olszewo, Orzechowo, Ostrów, Panistruga, Płowce, Rogale, Rogalik, Sikory Juskie, Skomack Wielki, Stare Juchy, Stare Krzywe, Szczecinowo, Zawady Ełckie.

## Aangrenzende gemeenten
Ełk, Orzysz, Świętajno, Wydminy